# Platja de Las Cabrilleras
La platja de Las Cabrilleras es troba en el concejo asturià de Cudillero i pertany a la localitat de Ballota. Forma part de la Costa Occidental d'Astúries i està emmarcada en el Paisatge Protegit de la Costa Occidental d'Astúries.

## Descripció
La platja és realment un pedrer amb forma de petxina, té una longitud d'uns 300-310 m i una amplària mitjana d'uns 25 m. El seu entorn és rural i amb un baix grau d'urbanització. Les sorres són blanquecinas de gra mitjà i té molt poca assistència. Els accessos són per als vianants i inferiors a 0,5 km i de fàcil recorregut. El seu entorn és rural i amb un baix grau d'urbanització.
La platja està envoltada per penya-segats d'uns cent m altura i per accedir a ella cal preguntar al poble de Ballota pel camí que condueix a ella i a la seva platja veïna, «El Destillo», perquè cal anar travessant praderías. En apropar-se a la platja han de prendre's les precaucions necessàries perquè, de vegades, no se sap amb exactitud on acaba la prada i comença el penya-segat a causa de la quantitat de mala herba que s'acumula. La platja no disposa de cap servei i les activitats més recomanades són la pesca esportiva.
Quan la marea està baixa s'uneix a altres cales contigües com són La Huelga, La Ribeirína, el Destillo i La Freitona, donant lloc al fet que la Platja de Ballota arribi a aconseguir en conjunt els 1800 metres.